# 蘿拉·普西妮
蘿拉·普西妮（義大利語：[ˈlaura pauˈzini]，1974年5月16日—），意大利流行音樂歌手，因她的精湛歌功，以及絕佳創作才華，而令其於意大利語以及西班牙語國家樂壇極受歡迎。她擅於以高亢而嘹喨的聲音詮釋浪漫以及傷感的情歌，但她的音樂也有以社會問題爲題材，諸如貧窮、戰爭以及種族歧視，而曲風更是軟搖滾。同時，她是一名多语歌手，除了母語意大利語， 她還灌錄過西班牙語、葡萄牙語、法語以及英語歌曲。普西妮賣了超過八千六百萬張唱片，有超過一佰六十張白金唱片，以及一張鑽石唱片。她分別在1994年以及2003年得到世界音樂獎、以及歐洲國際唱片業交流基金會奬。

## 早年生活
普西妮生於拉韋納省的法恩扎，在索拉羅洛長大。從八歲起就開始跟著當音樂老師以及鋼琴手的父親Fabrizio Pausini，在不同的酒吧表演唱歌，另外，她十二時於一家意大利的獨立廠牌發行了一張名爲《I Sogni Dei Laura》的意語專輯。
在1993年2月25日，普西妮先以一曲〈孤寂之歌〉（La Solitudine）在意大利米蘭聖雷莫音樂節中技驚全意，繼而贏得「年度最佳藝人」的寶座，當時十八歲的普西妮被觀眾視爲意國歌壇首席歌姫，旋即她便發行其首張個人意語專輯《蘿拉·普西妮》。
在1994年，她發行了其首張西班牙語同名專輯《蘿拉·普西妮》，但歌曲均改篇翻唱自她前兩張意大利語專輯《蘿拉·普西妮》以及《蘿拉》裏頭的歌，而她更憑藉該專輯，紅遍西班牙語國家，也成了家諭戶曉的歌手。

## 鎩羽而歸
在2002年，普西妮曾嘗試以英語專輯《內心深處》（From the Inside）打進美國市場，藉此成爲國際歌后，詎料整張專輯的銷售量卻沒有像預期一樣成功，僅得第一張單曲《投降》（Surrender）賣得不錯，因而令其重回拉丁市場，這可算是鎩羽而歸。

## 專輯作品
（中文翻譯參照台灣華納發行譯名）

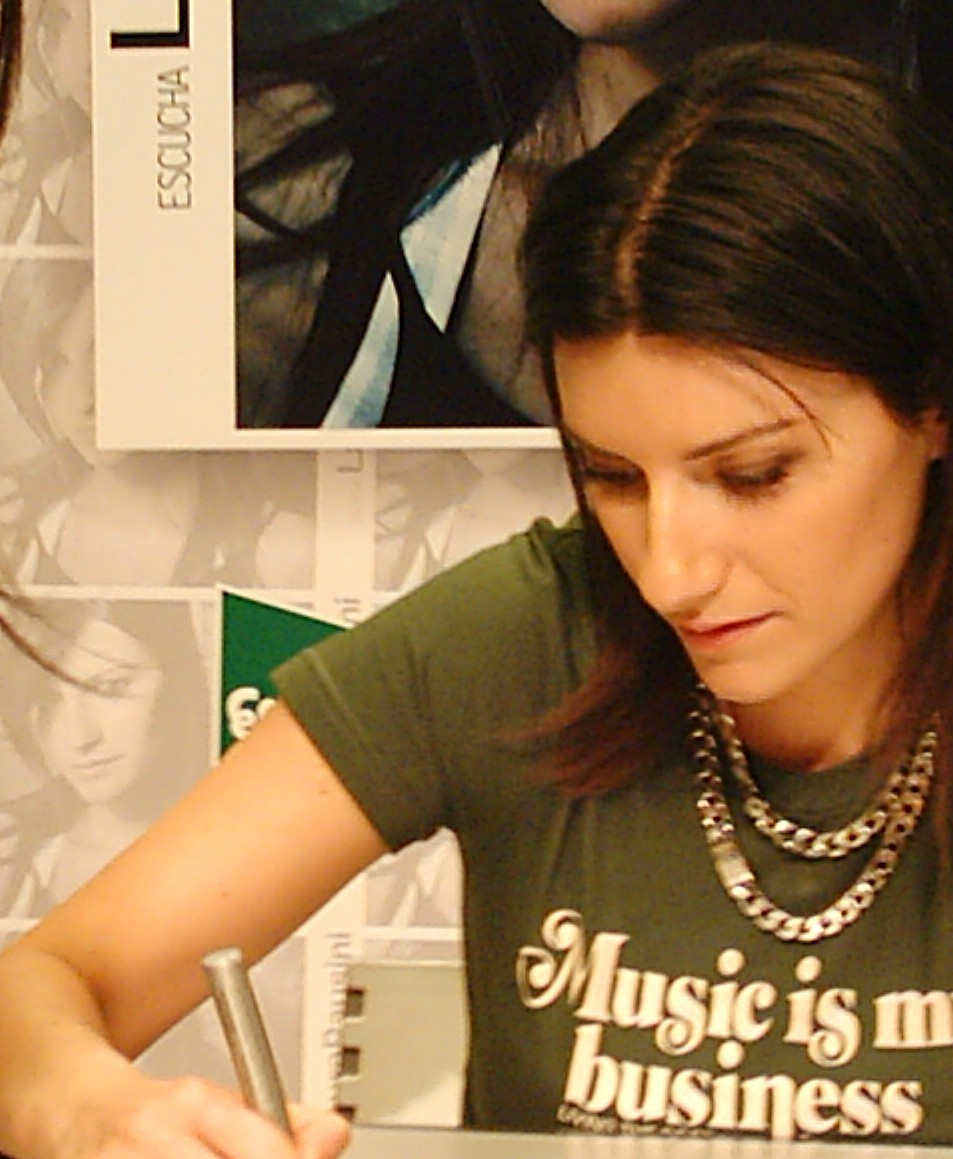
蘿拉·普西妮

- 1993年：《蘿拉·普西妮》（Laura Pausini，意大利語）
- 1994年：《蘿拉》（Laura，意大利語）
- 1994年：《蘿拉·普西妮（西班牙語）》（Laura Pausini，西班牙語）
- 1996年：《生命歷程 / 生命歷程（西班牙語）》（Le Cose Che vivi，意大利語）/（Las Cosas Que Vives，西班牙語）
- 1998年：《我的回答 / 我的回答（西班牙語）》（La Mia Risposta，意大利語）/（Mi Respuesta，西班牙語）
- 2000年：《愛在你和大海之間 / 愛在你和大海之間（西班牙語）》（Tra Te e Il Mare，意大利語）/（Entre Tú Y Mil Mares，西班牙語）
- 2001年：《蘿拉情史 / 蘿拉情史（西班牙語）》（The Best Of: Laura Pausini - E Ritorno Da Te，意大利語）/（Lo Mejor De: Laura Pausini，西班牙語）
- 2002年：《內心深處》（From The Inside，英語）
- 2004年：《愛情手札 / 愛情手札（西班牙語）》（Resta In Ascolto，意大利語）/（Escucha，西班牙語）
- 2005年：《蘿拉普西妮2005巴黎現場演唱會》（Live In Paris 05）
- 2006年：《我心愛的歌 / 我心愛的歌（西班牙語）》（Io Canto，意大利語）/（Yo Canto，西班牙語）

## 外部連結
- 官方网站 （意大利文） （英文） （法文） （西班牙文） （葡萄牙文）